# Chromatophotina awajun
Chromatophotina awajun är en bönsyrseart som beskrevs av Malia Ana J. Rivera 2010. Chromatophotina awajun ingår i släktet Chromatophotina och familjen Mantidae. Inga underarter finns listade i Catalogue of Life.